# Большая Дуга
Больша́я Дуга́ — деревня в Ершовской волости Псковского района Псковской области России.
Расположена в 5 км к востоку от волостного центра Ершово и в 16 км к северу от Пскова на Ваулинской дороге.

## Население
| 2001 | 2002 | 2010 |
| ---- | ---- | ---- |
| 54   | ↘41  | ↘23  |